# Daniel Grassl
Daniel Grassl (né le 4 avril 2002 à Merano) est un patineur artistique italien. Il est le médaillé d'argent des Championnats d'Europe de patinage artistique 2022 à Tallinn et cinq fois champion national d'Italie entre 2019 et 2025.

## Biographie
Daniel Grassl est né le 4 avril 2002 à Merano. Il a commencé à patiner à l'âge de sept ans dans le club de Fiamme Oro Moena.
Il remporte 8 médailles internationales seniors avant de terminer 6e, à 16 ans, lors des Championnats d’Europe 2019 à Minsk.

### Saison 2021-2022
Aux Championnats d'Europe à Tallinn, il se place en cinquième position au programme court avant de battre son record personnel lors du programme long. Il finit à la deuxième position et remporte la médaille d'argent.
Aux Jeux Olympiques de Pékin, il se place à la douzième position au programme court avant d'établir un nouveau record personnel lors du programme long. À la suite des deux programmes, il finit à la septième position.
Il termine la saison aux championnats du monde de Montpellier où il termine à la septième place après avoir établi un meilleur score personnel sur le programme court.

## Palmarès
| Compétition                                                                           | 2018    | 2019    | 2020    | 2021    | 2022    | 2023    | 2024    | 2025    |  |  |  |  |  |  |
| Jeux olympiques d'hiver                                                               |         |         |         |         | 7e      |         |         |         |  |  |  |  |  |  |
| Championnats du monde                                                                 |         |         | CA      | 12e     | 7e      | 12e     |         | 13e     |  |  |  |  |  |  |
| Championnats d’Europe                                                                 |         | 6e      | 4e      | CA      | 2e      | 6e      |         | 8e      |  |  |  |  |  |  |
| Championnats d'Italie                                                                 | 4e      | 1er     | 1er     | 1er     | 1er     | 4e      | F       | 1er     |  |  |  |  |  |  |
| Championnats du monde juniors                                                         |         | 3e      | 4e      | CA      |         |         |         |         |  |  |  |  |  |  |
|                                                                                       |         |         |         |         |         |         |         |         |  |  |  |  |  |  |
| Grand Prix ISU                                                                        | 2017/18 | 2018/19 | 2019/20 | 2020/21 | 2021/22 | 2022/23 | 2023/24 | 2024/25 |  |  |  |  |  |  |
| Finale du Grand Prix                                                                  |         |         |         | CA      | CA      | 6e      |         | 4e      |  |  |  |  |  |  |
| Skate America                                                                         |         |         |         |         | 7e      | 4e      |         |         |  |  |  |  |  |  |
| Skate Canada                                                                          |         |         |         | CA      |         |         |         |         |  |  |  |  |  |  |
| Coupe de Chine                                                                        |         |         |         |         | 3e      | 1er     |         |         |  |  |  |  |  |  |
| Trophée de France                                                                     |         |         |         | CA      |         |         |         |         |  |  |  |  |  |  |
| Coupe de Russie                                                                       |         |         |         |         |         |         |         | 3e      |  |  |  |  |  |  |
| Trophée NHK                                                                           |         |         |         |         |         |         |         | 2e      |  |  |  |  |  |  |
| Légende : F = Forfait ; CA = Compétitions annulées à cause de la pandémie de Covid-19 |         |         |         |         |         |         |         |         |  |  |  |  |  |  |